# مايك باير
مايك باير (بالألمانية: Maik Baier)‏ هو دراج ألماني. شارك في دورة الألعاب الأولمبية الصيفية.

## روابط خارجية
- مايك باير على موقع نتائج كأس العالم لسباقات دراجات (بي.أم.إكس) (الإنجليزية)
- مايك باير على موقع اللجنة الأولمبية الدولية (الإنجليزية)
- مايك باير على موقع أوليمبيديا (الإنجليزية)
- مايك باير على موقع اللجنة الأولمبية الألمانية (الألمانية)